# 人工芝

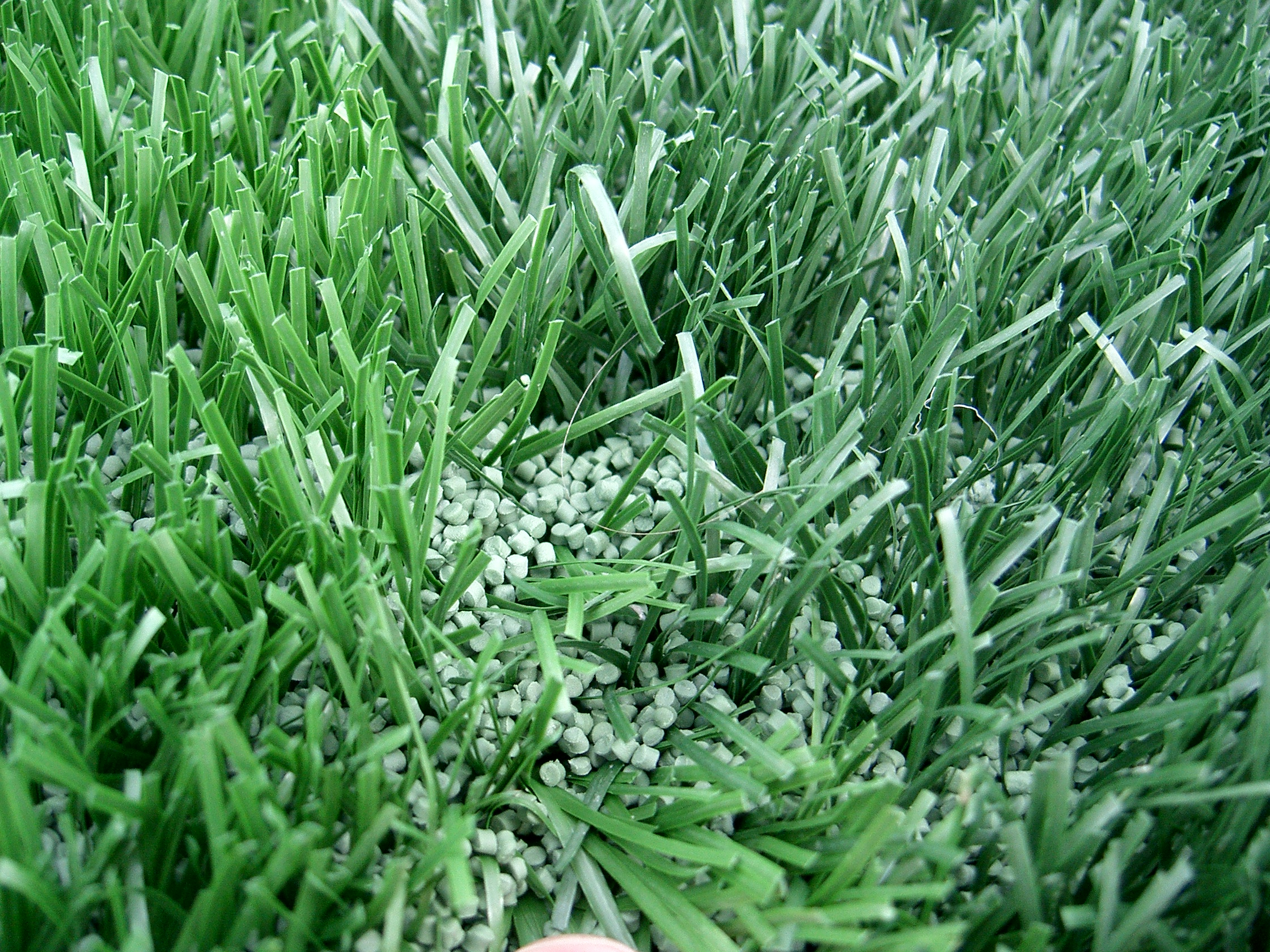
人工芝

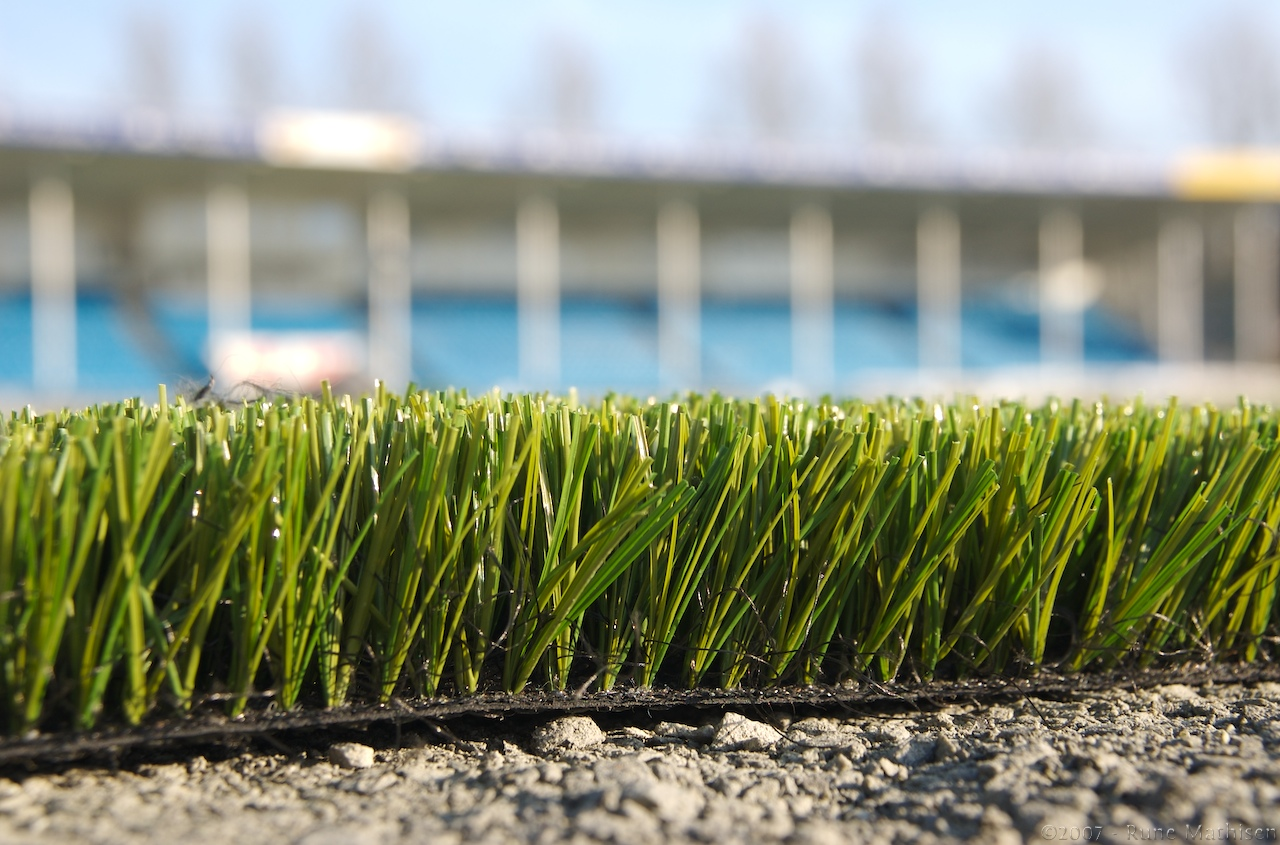
人工芝(側面)

人工芝（じんこうしば）は芝に似た形状を化合物で造った物。スポーツ用のスタジアムなどで使用する他、個人宅の庭用など様々なものが製造・販売されている。本項ではスポーツ用のものについて述べる。

## 人工芝の種類

### 競技用人工芝の種類
人工芝は下地の布（基布）とそれに貼り付ける芝糸（パイル）で構成される。基布の下にクッションとなるアンダーパットを敷くことも多い。同じくクッション用として珪砂やゴムチップ（温度上昇対策としても）が充填されているものもある。現在、販売されているのは以下のような種類である（例外も存在する）。

#### ショートパイル人工芝
最初に開発された。別名「ノンサンド人工芝」 。
短めのパイルを使い、基本的には充填剤を使用しない。クッションとなるパッドをその下に貼りつけるものもある。巻き取って収納・保管することができるため、人工芝自体の耐用年数の延長と、敷設面（地面・床面）の多目的化が図れる。新しく開発されたものの中にはクッション性を向上させるために、特性の違う長短2種類のパイルをつかったものもある。しかし、スポーツ用に使う場合には摩擦が激しく、耐用年数が短い。そのため、選手が足腰を傷めることが多かった。

#### ロングパイル人工芝
20世紀末に新たに開発されたもので、パイルを従来のものより長くしてその間に充填剤を表面上には見えない程度に詰める。充填材を多層構造にするものもある。クッション性に優れており天然芝に近い性質を持つが、施工に手間がかかる分、価格が高い。メンテナンスは充填材のコンディション維持に手間が掛かる一方、初期性能を維持しやすいメリットもある。充填材がある為、巻き取ることは不可能、充填材の重量があるので収納することはできない。スポーツイベント以外の使用時は別のシートを被せて養生をする。サッカー・ラグビー場で使用されるのは専らこちらとなるが、アメリカンフットボールや野球場でも多用されている。

#### 砂入り人工芝
ショートパイル並みの長さのパイルに珪砂を充填したもの。こちらは砂が露出しており、滑りやすい。いわゆる「オムニコート」とも呼ばれ、テニスコートや、フィールドホッケー場、野球場の一部などに使用される。屋外用に透水性を高めたコンクリートやアスファルト、基布、アンダーパッドが使用されたものがあり、特に透水性人工芝と呼称される。この場合、下には砕石や排水管なども埋め込まれる。

## 競技別

### 野球場
1965年に世界初のドーム球場であるアストロドームがアメリカ合衆国に誕生した。高温多湿に加えて夏場に蚊が大量発生することへの対策だった。当初は天然芝のフィールドを採用し、芝の育成のために透光性の屋根を採用したものの、太陽光が選手のプレーに支障をきたすため、屋根にシートをかぶせるようになった。そのうちに芝が枯れてしまい、1966年に人工芝化された。この人工芝は米・モンサント社の開発で、「アストロターフ」と名づけられた。これにより緑のフィールドで一年中、プレーが出来ることになった。この頃からアメリカではアメリカンフットボール兼用の円形野球場（クッキーカッター）が流行となり、転換しやすい人工芝が続々と導入された。また維持コストも安いことから天然芝の野球場も人工芝に張り替えられるなど、人工芝は1980年代まで、隆盛を極めた。
日本では、1969年に呉羽化学（現・クレハ）によって商品化された。その後アメリカの人工芝球場ブームに合わせて、後楽園球場（1976年）、新設の横浜スタジアム（1978年）、阪急西宮球場（1978年外野のみ、1990年総人工芝化）、新設の西武ライオンズ球場（1979年）、平和台野球場（1979年）、明治神宮野球場（1980年ファウルグラウンドのみ、1982年総人工芝化）、藤井寺球場（1985年外野のみ、1996年総人工芝化）、川崎球場（1991年）など天然芝球場が次々と人工芝化された。
ところが、開発当初の人工芝は天然芝のように芝の目が長くないショートパイルで、スライディングすると火傷や擦過傷を負ったり、クッションが少ないため膝や足に負担がかかった。1980年代に入ると、透水性やクッション性を高めるため、下層部に砂・土を散布もしくは充填したものが開発された（ロングパイル人工芝の走り）。しかし、下地がコンクリートやアスファルトであることから依然選手の足腰に負担がかかるという声があがるようになった。
アメリカでは1990年代から天然芝の新古典派式野球専用球場が主流となっていった一方、芝の維持にかかる経費や多目的性、気候面を重視する日本では、1990年代以降も人工芝のドーム球場が次々と建設され、地方球場でも人工芝球場が増加していった。韓国KBOリーグでは高尺スカイドームだけが人工芝で、他の球場では人工芝だったところも天然芝に変更している。
20世紀末にはパイルを5 - 6cmまで長くしたロングパイル人工芝が開発された。最初に実用化したのはカナダのフィールドターフ・ターケット社で「フィールドターフ」と名づけられ、2000年にアメリカのトロピカーナ・フィールドで採用された。ダイヤモンドを除く内野部分を土にし、見た目もプレイ感覚も天然芝球場に近づける配慮がなされた。日本でロングパイル人工芝を最初に敷設したのは東京ドーム（2002年）で、「フィールドターフ」を採用した。
これ以後新聞記事などに「ハイテク人工芝」という表記がしばしば出るようになった。ただし「ハイテク」＝「新型」なっており本来のハイテクの意味とは異なる。ショートパイル人工芝でも新技術を使用している場合には「ハイテク人工芝」と報道されているケースもある。その後、他社でもロングパイル人工芝が開発され、様々な野球場に採用されている。こうしたロングパイル型は従来の人工芝に比べ、身体への負担が軽いなど選手からも概ね好評である。また高校や大学の野球部の練習場にも導入されている。日本ではダイヤモンドを除く内野部分を土にすることはほとんどなく、人工芝の色を土色にしているケースが多い。

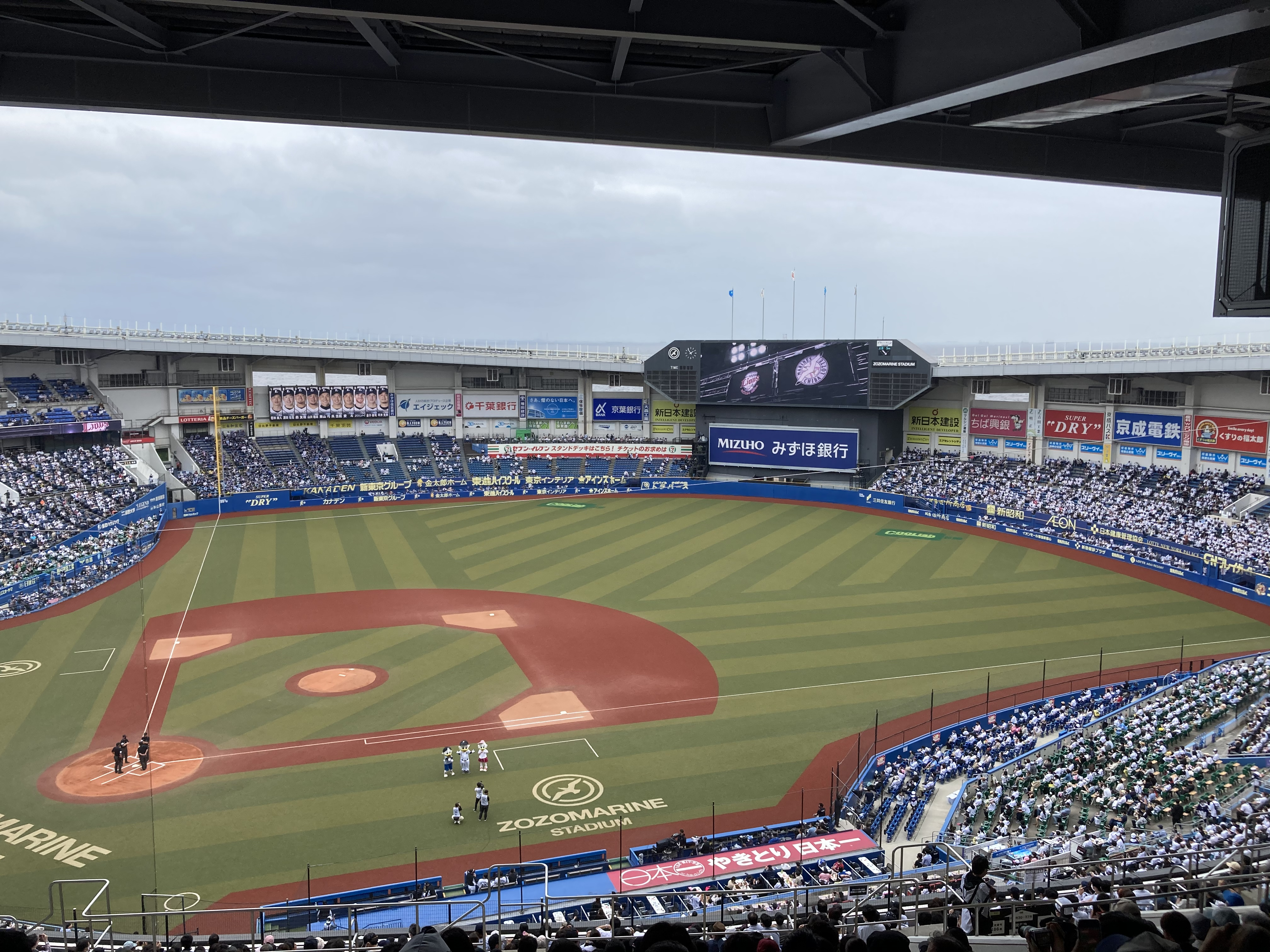
ZOZOマリンスタジアム

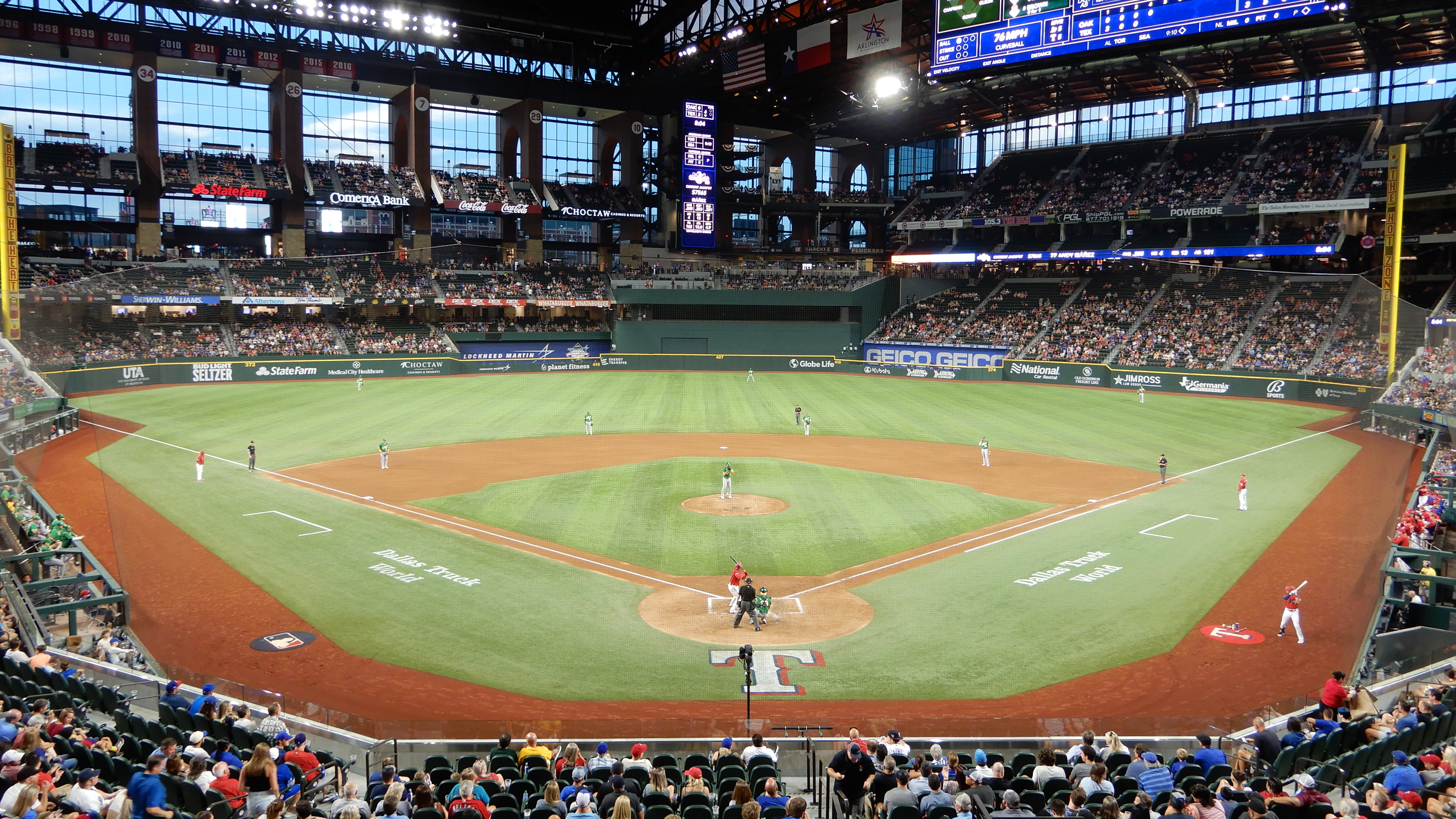
グローブライフ・フィールド

2010年代になると、より天然芝に近い感覚の「野球専用人工芝」が登場した。日本ではミズノ・積水化学共同開発の「エムエス・クラフト・ベースボール・ターフ」が、2016年にベルーナドーム（当時西武プリンスドーム）で採用された。アメリカではショー・スポーツ・ターフ社の「ショー・スポーツ・ターフ B1K」が、2019年にチェイス・フィールドで採用された。
ナショナルリーグでは2006年から2018年まで人工芝球場ゼロという状況が続き、メジャーリーグ全体でも2010年から2018年まで人工芝球場はロジャーズ・センター（1989年）とトロピカーナ・フィールド（1998年）の2球場だけとなっていた。しかし、チェイス・フィールド（2019年）、新設のグローブライフ・フィールド（2020年）、ローンデポ・パーク（2020年）と立て続けに増え、人工芝球場は5球場となっている。このうちロジャーズ・センターのみアストロターフ社製、他の4球場がショー・スポーツ・ターフ社製の人工芝を採用している。
ロジャーズ・センター（開閉式ドーム球場）、トロピカーナ・フィールド（密閉式ドーム球場）、グローブライフ・フィールド（開閉式屋根付きボールパーク）は当初から人工芝を採用している。ロジャーズ・センターは天然芝化を発表したものの結局頓挫した。チェイス・フィールド（開閉式屋根付きボールパーク）は2019年に、ローンデポ・パーク（開閉式屋根付きボールパーク）は2020年にそれぞれ天然芝から人工芝に転換した。チェイス・フィールドは高温であるため人工芝化され、翌年に新設されたグローブライフ・フィールドも高温に加えて多雨であるため人工芝を採用した。ローンデポ・パークは一日4時間ぐらいしか日射しを受けることができず、天然芝の手入れに長年悩まされていた。
日本野球機構（NPB）加盟プロ野球チームの本拠地球場のうち人工芝球場は8球場とされ、そのうち4球場が「エムエス・クラフト・ベースボール・ターフ」を採用している。ただし、天然芝球場とされる4球場でもエスコンフィールドHOKKAIDOは内野（ダイヤモンド）に「ショー・スポーツ・ターフ B1K」、宮城球場はウォーニングゾーンとファールゾーンの一部に「エムエス・クラフト・ベースボール・ターフ」、阪神甲子園球場はウォーニングゾーンに「エムエス・クラフト・ベースボール・ターフ」、ファールゾーンの一部にショートパイル人工芝を採用しており、純然たる天然芝球場はMAZDA Zoom-Zoom スタジアム広島のみとなっている。

### アメリカンフットボール場

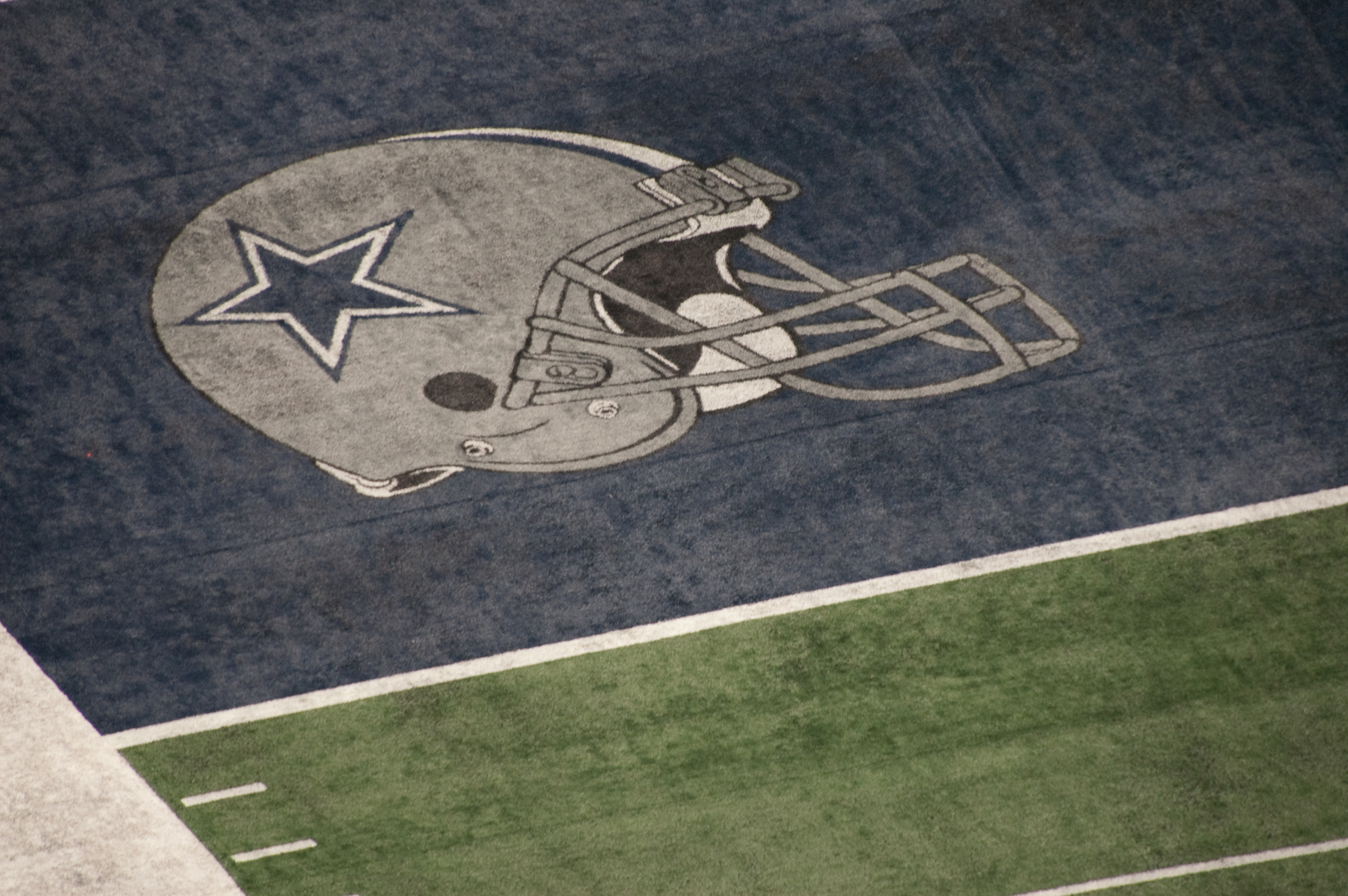
エンドゾーンにヘルメットが描画されたカウボーイズ・スタジアム

アメリカンフットボールの競技場は季節的な問題及び競技の性質により芝が傷みやすいため、人工芝が多い。
NFLの一部のスタジアムで使用されており、特に（野球・サッカーなどでの利用を想定しない）専用スタジアムで採用される傾向が強い。1968年よりヒューストン・オイラーズがアストロ・ドームを本拠地として以来、野球兼用を中心にアストロターフが多く採用されたが、2000年代に入ってからはロングパイルを採用した専用スタジアムに移転する球団が目立つ。ロングパイルとなってからはラインやエンドゾーン、ロゴなどを着色したもので敷設して描くスタジアムも多い。
日本のXリーグや大学リーグの試合会場は人工芝にしている会場が多い。長居球技場（現：ヨドコウ桜スタジアム）はアメリカンフットボールでの利用を想定し、野球場以外における日本初の人工芝球技場として開場したが、現在は後述の通りサッカーなどでの利用を前提に天然芝に転換されている。ただし、転換後も周囲に人工芝のスペースを若干残しており、Xリーグ公式戦での利用は継続。一方、日本初の専用スタジアムであるMKタクシーフィールドエキスポ（旧：エキスポフラッシュフィールド）もロングパイルが敷かれている。また、アミノバイタルフィールドや神戸市王子スタジアムのようにアメフト仕様への転換を目的として人工芝に変えた競技場も存在する。さいたまスーパーアリーナではアメフト用の巻き取り式人工芝をアリーナに敷設することができる。

### フィールドホッケー場

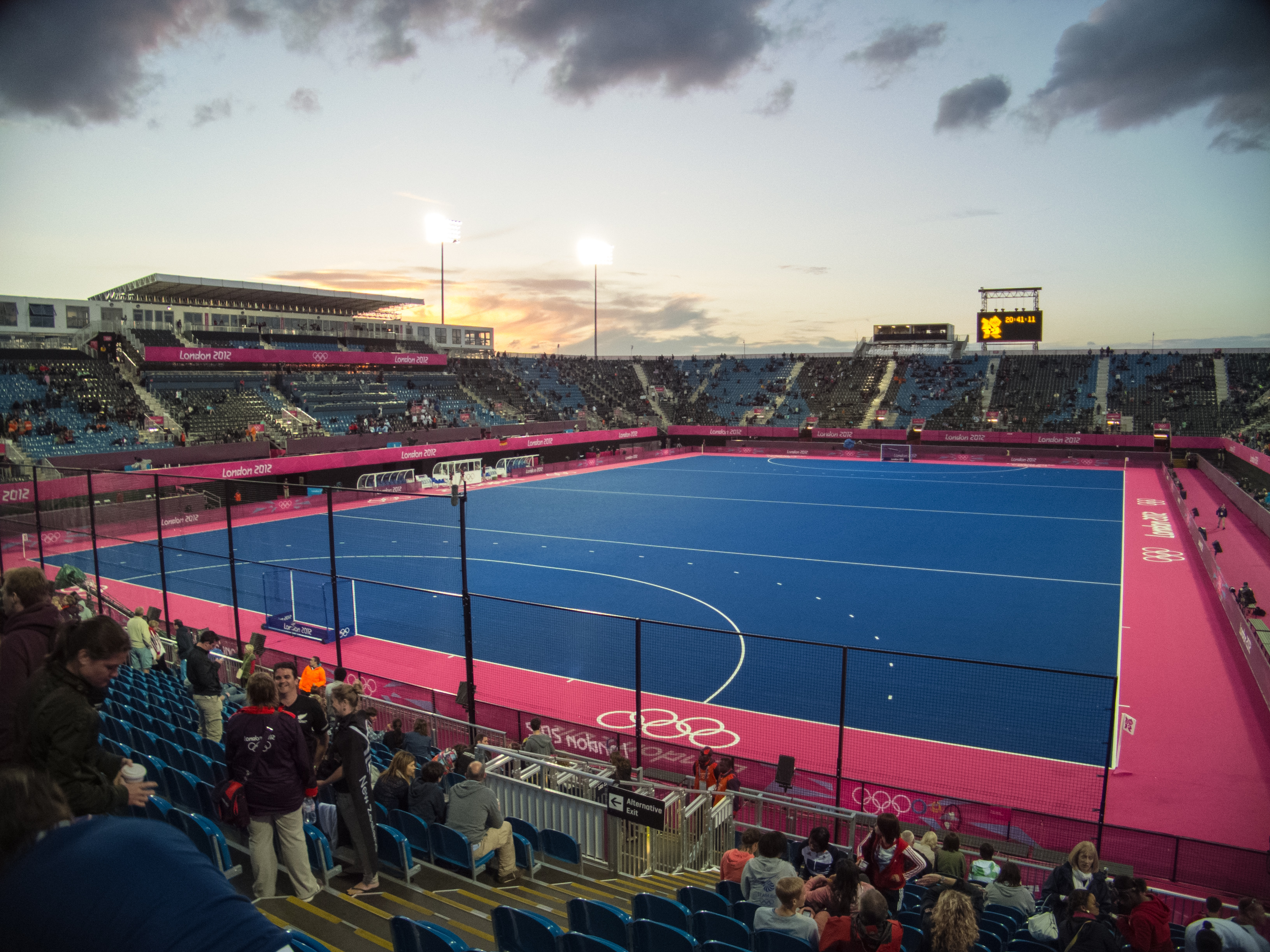
リバーバンク・アリーナ

1976年モントリオールオリンピックで天然芝の競技場を調達できなかったため、人工芝を採用したが、天然芝より球速が上がり試合展開もスピードアップしたため、それ以降、フィールドホッケーの国際大会及び全国レベルの大会は人工芝で行うことになっている。基本的にコンクリートかアスファルトの上に直接敷くことが多かったが、ここ数年の特に国際試合では、天然芝に近い感触にするためと、球足が速くなることを踏まえて、砂入りのものか、ショートパイルタイプにゴムクッションなどを装着したものが原則として使用されている。2012年ロンドン五輪で使用されたリバーバンク・アリーナは、ポリエチレンファイバー製の青色人工芝を採用した。青色人工芝は緑色と比べてボールとラインの白色とのコントラストが鮮明になり、テレビ放送で見映えが良いため、以降多くの競技場で採用されるようになった。
日本では駒沢オリンピック公園第2球技場、岐阜県グリーンスタジアム、広島広域公園第二球技場など（かつては長居球技場も）が該当する。

### サッカー場
サッカー場では長らく導入されていなかったが、ロングパイル人工芝の開発によって練習場などでの人工芝の導入が各地で進みつつある。そのため近年では試合会場でも採用の動きがあり、特に冬季は積雪で天然芝の育ちが不充分とされる北欧などでは、ロングパイル人工芝を使ったスタジアムの設置事例がある。2003年に開かれたU-17（17歳以下）世界ユース選手権大会フィンランド大会、2006年のAFCアジアユース（U-17）選手権大会のシンガポール・ジャラン・ベサール・スタジアムでは人工芝を使用した会場で実際に試合が行われた。2015 FIFA女子ワールドカップカナダ大会では人工芝スタジアムで開催されたが、開催前には有力選手が「男女差別」と訴え物議を醸した。FIFAはロングパイル人工芝の審査と承認、および格付けを行っている。またアメリカ合衆国のメジャーリーグサッカー とその実質的な下部団体である北米サッカーリーグ (2011-)、およびロシアサッカー・プレミアリーグ では、一部のスタジアムで人工芝が用いられている。将来的には、水の確保が難しいため芝の育成が困難とされるアフリカ各地での普及も提唱されている。また、前出の強化天然芝を採用する競技場も目立つ。

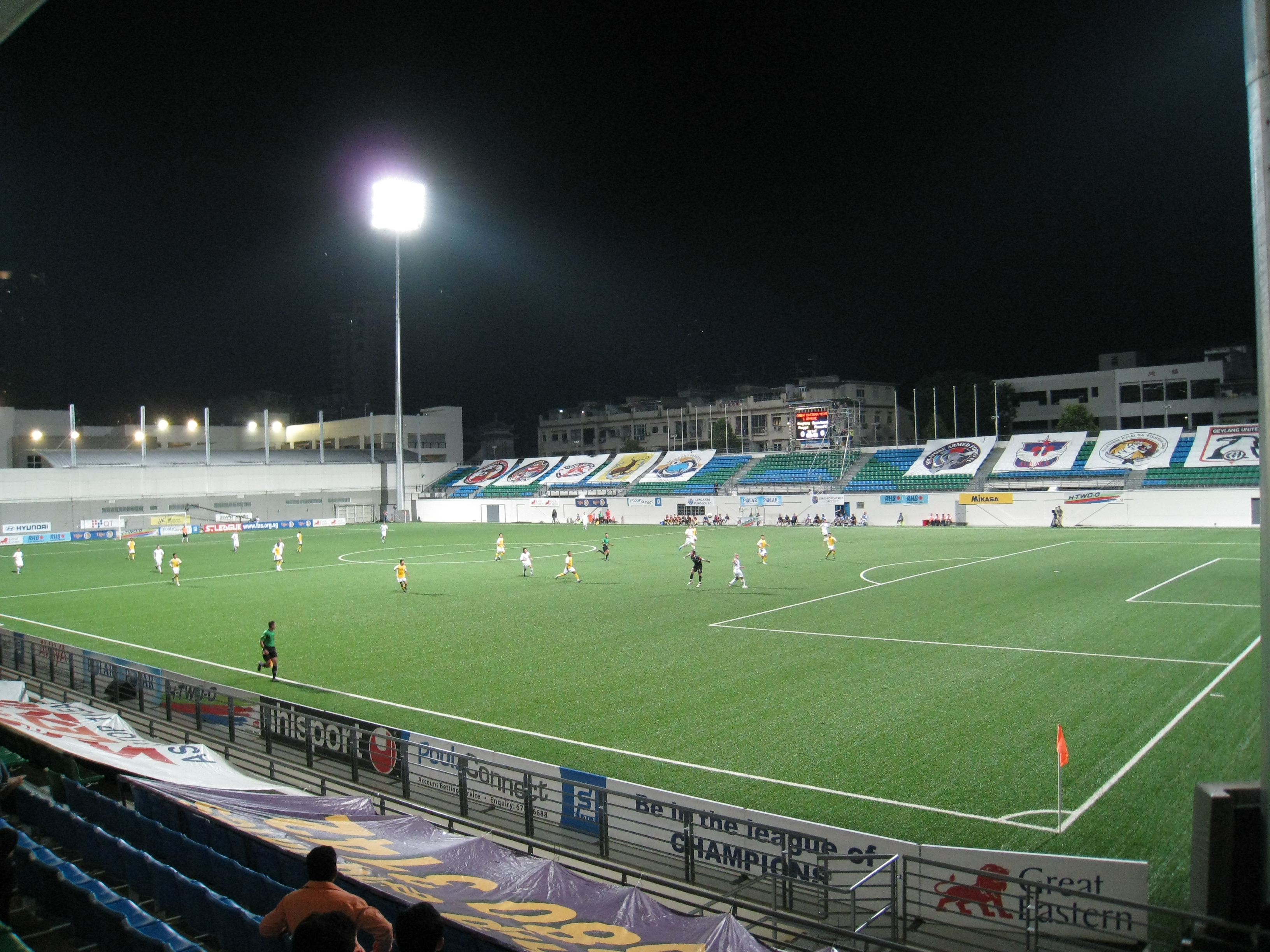
ジャラン・ベサール・スタジアム

イングランドでは、1981年に当時ディビジョン2所属だったクイーンズ・パーク・レンジャーズFCの本拠地ロフタス・ロードにプロクラブとして初めて人工芝を導入したが、当時の人工芝では技術的な問題も多く、フットボール・アソシエーションは1995年までにプロリーグにおいて人工芝での公式戦を禁止した。だが、2014年にFAカップで人工芝の解禁を決めており、フットボールリーグ1（3部相当）・2（4部相当）でも解禁の可能性があると報道されている。
日本国内では2000年6月に、Jリーグ・川崎フロンターレの練習場・麻生グラウンドが、既存の天然芝グラウンドに併設することでいち早く導入している（東京ドームではこの実績を元にロングパイル人工芝を導入した。）。その他のクラブや大学、高校の練習場でも続々と採用されている。ただしプロクラブではあくまでも補助グラウンドとして使われている。現在、日本サッカー協会は天然芝グラウンドの不足を補完するため、地域レベルやユース年代の大会であれば人工芝の使用を認めている。全国規模カテゴリーであるJリーグやJFLでは未だ許可されていないが、将来的には冬季の寒冷地での試合で許可される可能性がある。
長居球技場（現：ヨドコウ桜スタジアム）は前出の通り、元々アメリカンフットボールやフィールドホッケーなどに利用することを目的とした人工芝球技場（サッカー場としては地域大会程度止まり）だったが、Jリーグ・セレッソ大阪が本拠地とする前提で、主要なサッカー・ラグビー大会の試合会場として利用するため、2010年に人工芝から天然芝に置換された。日本の主要な人工芝競技場を天然芝に置換した最初の例となったが、一方でフィールドホッケーの競技フィールドは人工芝であることが事実上必須になっているなど人工芝球技場は必要であり、開場以来天然芝球技場だった鶴見緑地球技場（靱蹴球場の代替施設でもある）が同時進行で天然芝から人工芝に置換されている。

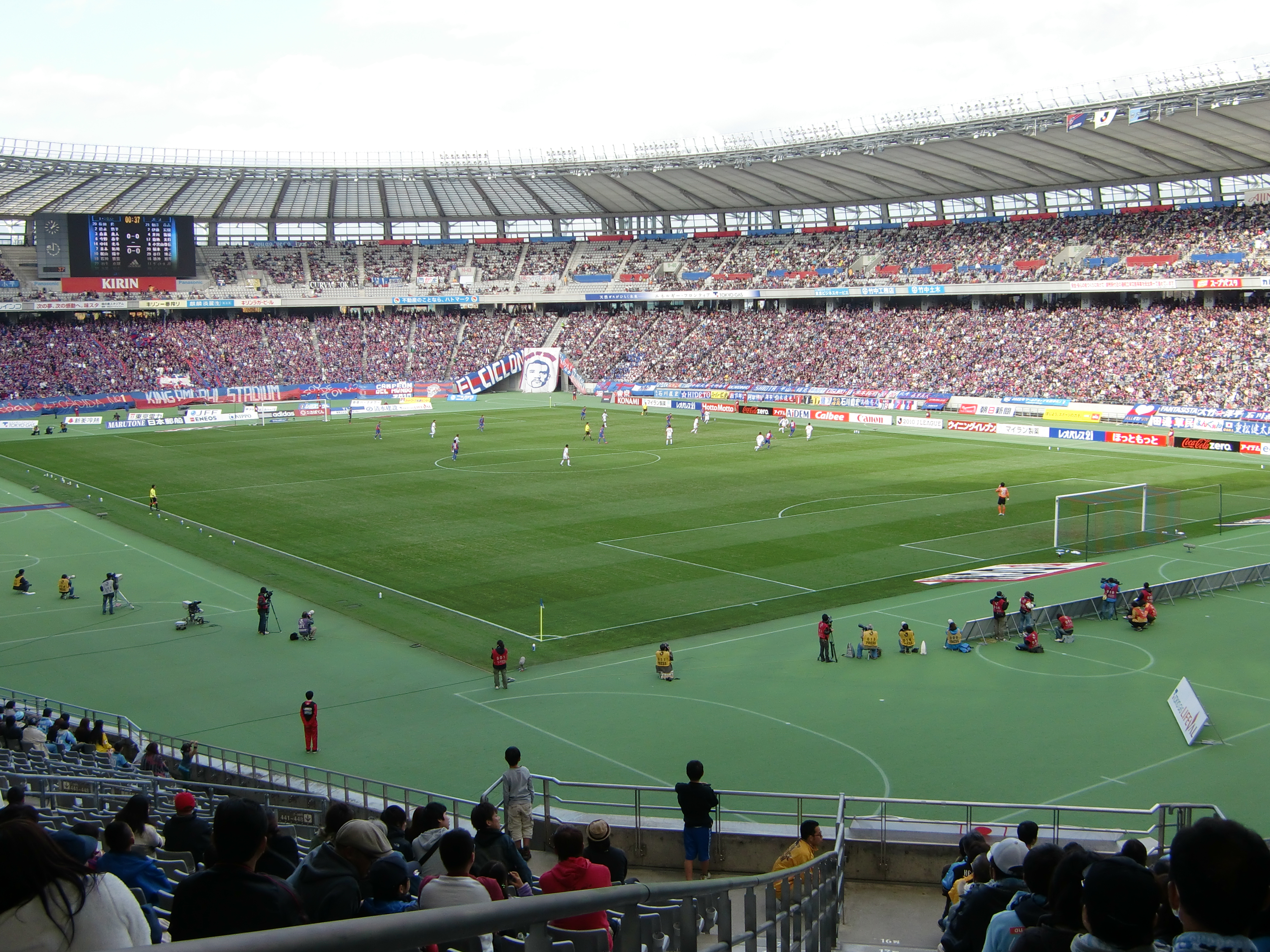
陸上トラック全体が人工芝に覆われた味の素スタジアム

陸上競技場で行われる場合、フィールドと陸上トラックとの大きさの関係上タッチライン・ゴールラインの外側は天然芝の敷けるスペースが限られており、これを補うために外側に人工芝が敷かれることも多い。特にコーナーアーク周辺にはコーナーキックの足場を確保するために広い範囲に敷かれる。敷く範囲自体は任意で陸上トラック全体を覆うケースもある。ただ、人工芝と天然芝では表面の特質が違うため、ライン際で足を取られる恐れがあり、サッカージャーナリストの大住良之は人工芝の敷設は見栄えのためのものだとして、国際規格で定められたピッチサイズを縮小するなどして敷設をやめるように求める意見を出している。
サッカーから分化した競技であるフットサルでは、日本国内の多くのフットサルコートに人工芝が導入されている。ただし、Fリーグなどの公式戦では屋内の木あるいはウレタン製フロアでしか認められておらず、練習あるいは草レベルでの使用が専らである。なお、ブラインドサッカーについてはフットサルコートなど人工芝でも試合が行われている。
強烈な日差しの天候時には、（天然芝と異なり）人工芝の表面が熱され、足の裏がやけど寸前になることもあるという。

### ラグビー場

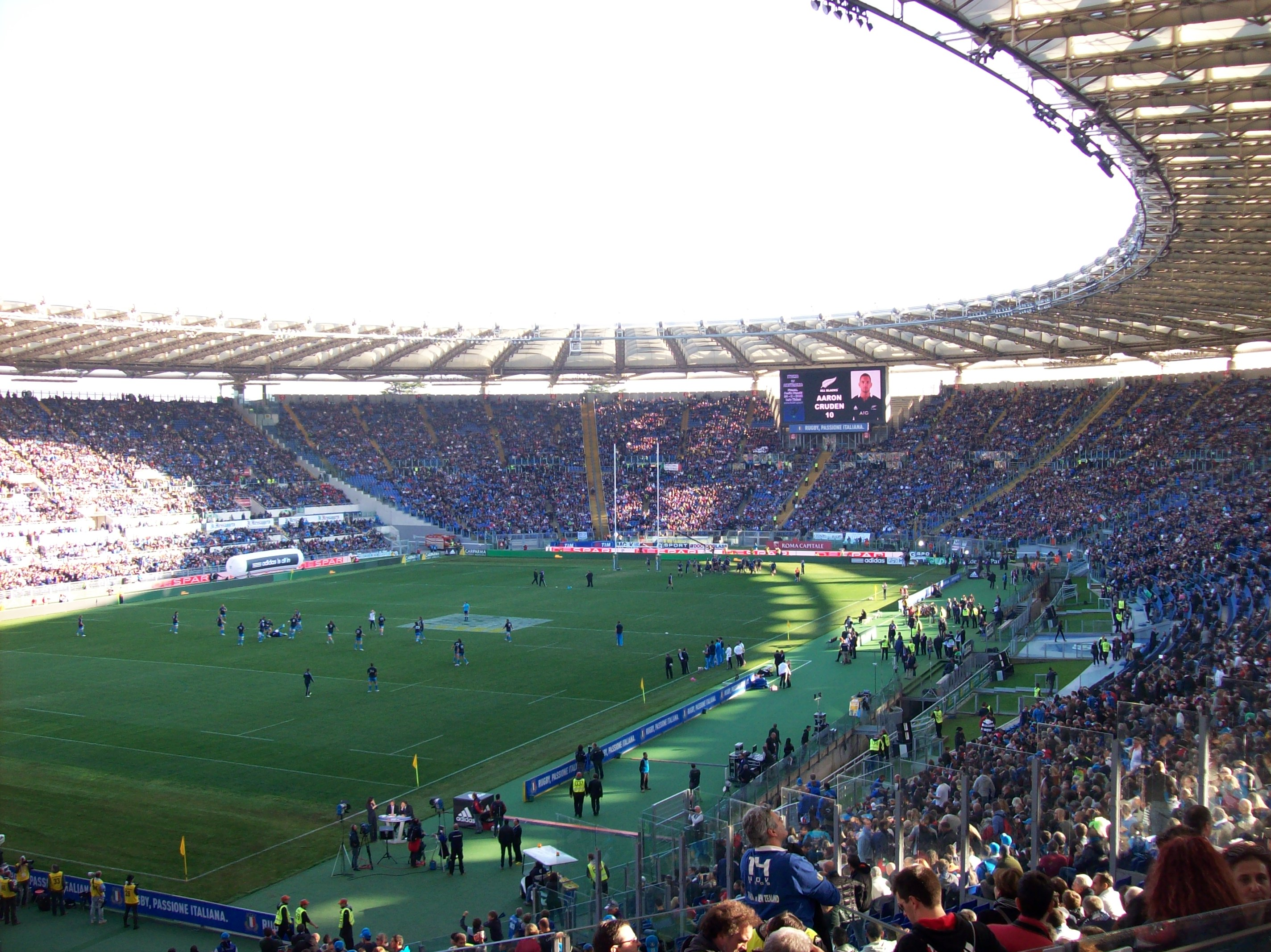
ラグビー用にロングパイル人工芝でピッチを拡張したスタディオ・オリンピコ・ディ・ローマ

1999年にラグビーニュージーランド代表「オールブラックス」が練習場に導入して以来、ロングパイル人工芝のラグビー練習場が世界的に広がっている。
国際ラグビー評議会（IRB、現：ワールドラグビー）定款が2004年に改正された際、「競技に関する規定」第22条「人工芝の使用に関する基準」が追加され、基準に適合した人工芝であれば公式戦での使用が可能になった。香港のキングスパークはラグビー場3面すべて人工芝である。
日本では「天然芝を補完する」という意義の下、2005年にガイドラインを制定し、現在は関西大学ラグビーフットボールリーグなど一部大学リーグや社会人地域リーグなどにおいて人工芝競技場で公式戦が行われている。テストマッチやジャパンラグビーリーグワンなど全国レベルの大会で使用される競技場での採用は皆無であるが、2019年ラグビーワールドカップ日本大会では一部競技場で人工芝導入せざるを得ない状況も想定されるため、2015年にガイドラインを改定し、国際試合で採用される見通しである。一方で、関東大学ラグビー対抗戦グループの早明戦を2014年より改修工事に入った国立霞ヶ丘競技場陸上競技場の代替として東京ドームでの開催が検討されたが、人工芝改良などの問題のため断念し秩父宮ラグビー場に切り替えた。
陸上競技場で試合を行う場合、インゴール部分に天然芝を敷くことが不可能なため人工芝を敷いている。また球技場においてもノエビアスタジアム神戸では日当たりの悪さからサッカーフィールドの外側になるインゴール部分はロングパイルにしている。

### その他の競技
- テニス
  - サーフェスが芝である必要がなく、クレーコートとハードコートが普及してグラスコートが少ないため人工芝の需要も少ないが、例外的に日本において砂入り人工芝コートが普及している。多くはクレーコートからの置換で、日本発祥のソフトテニスで重用される。
- スキージャンプ
  - 雪の降らない時期に開かれるいわゆるサマージャンプの競技会においては、ランディングバーンに「ソーメン」と呼ばれる独特の人工芝を敷設して競技を行う。日本ではブレーキングトラックにもショートパイルが敷設されるが、欧州ではブレーキングトラックは天然芝が主流である。
- クリケット
  - クリケットフィールドの中心に位置するピッチについては、ボールバウンドの一貫性を保つため完全に平らな状態でなければならず、ショートパイルが使われることが多い。また、アウトフィールドにもロングパイルが敷かれる競技場もある。

## 国別にみる人工芝グラウンド採用の競技場

### アメリカ合衆国
- トロピカーナ・フィールド
- チェイス・フィールド
- グローブライフ・フィールド
- ローンデポ・パーク
- ドーム・アット・アメリカズ・センター
- フォード・フィールド
- メルセデス・ベンツ・スタジアム
- シーザーズ・スーパードーム
- ハイマーク・スタジアム
- ジレット・スタジアム
- メットライフ・スタジアム
- ルーカス・オイル・スタジアム
- ペイコー・スタジアム
- AT&Tスタジアム

### カナダ
- ロジャース・センター
- BCプレイス
- コモンウェルス・スタジアム
- マクマーン・スタジアム
- IGフィールド
- TDプレイス・スタジアム
- オリンピック・スタジアム

### ノルウェー
- テレノール・アリーナ

### 大韓民国
- 木洞野球場
- 大邱市民運動場野球場
- 高尺スカイドーム

### 朝鮮民主主義人民共和国
- 金日成競技場（FIFAが無償で敷設した）

### 台湾
- 台北ドーム

### シンガポール
- ジャラン・ベサール・スタジアム

### カンボジア
- プノンペン・オリンピックスタジアム

### 日本
- 配列はそれぞれの種類ごとに北から南に沿う。競技場名の太字はNPB所属球団のフランチャイズ球場。

| 競技場名                                 | 現在採用されている人工芝の銘柄（メーカー）                   | 導入年             |
| ロングパイル人工芝                       | ロングパイル人工芝                                           | ロングパイル人工芝 |
| ---------------------------------------- | ------------------------------------------------------------ | ------------------ |
| ウインドヒルひがし北海道スタジアム       | エムエス・クラフト・ベースボール・ターフ（ミズノ・積水樹脂） | 2017年             |
| エスコンフィールドHOKKAIDO               | B1K（Shaw Sports Turf）※内野のみ                             | 2025年             |
| 弘前市運動公園野球場                     | ハイブリッドターフ（住友ゴム工業）                           | 2016年             |
| 仙台市民球場                             | ハイブリッドターフ                                           | 2008年             |
| 七ヶ浜サッカースタジアム                 | ワンダーターフシステム（長谷川体育施設）                     | 2017年             |
| 福島県営あづま球場                       | エムエス・クラフト・ベースボール・ターフ                     | 2019年             |
| 今市青少年スポーツセンターホッケー場     |                                                              | 2020年             |
| 高崎市ソフトボール場 宇津木スタジアム    | ハイブリッドターフExciting                                   | 2019年             |
| ZOZOマリンスタジアム                     | エムエス・クラフト・ベースボール・ターフ                     | 2018年             |
| ブリオベッカ浦安競技場                   | フィールドターフ                                             | 2015年             |
| ベルーナドーム                           | エムエス・クラフト・ベースボール・ターフ-V                   | 2023年             |
| ヤクルト戸田球場                         | ハイブリッドターフExciting                                   | 2015年             |
| 東京ドーム                               | フィールドターフHD-ST（フィールドターフ・ターケット）        | 2019年             |
| 明治神宮野球場                           | ハイブリッドターフExciting                                   | 2023年             |
| 駒沢オリンピック公園総合運動場第二球技場 | ドリームターフ（積水樹脂）                                   | 2010年             |
| 江戸川区臨海球技場第一グラウンド         | ドリームターフ（積水樹脂）                                   | 2012年             |
| アミノバイタルフィールド                 | ハイブリッドターフ                                           | 2005年             |
| 富士通スタジアム川崎                     | ハイブリッドターフ                                           | 2015年             |
| 川崎市等々力球場                         |                                                              | 2020年             |
| 横浜スタジアム                           | フィールドターフHD                                           | 2018年             |
| 横須賀スタジアム                         | フィールドターフ                                             | 2019年             |
| HARD OFF ECOスタジアム新潟               | ハイブリッドターフ                                           | 2009年             |
| 長野オリンピックスタジアム               | アストロピッチSL（アストロ）                                 | 2010年             |
| 富山市民球場アルペンスタジアム           | アストロピッチSL PRO（アストロ）                             | 2010年             |
| 金沢市民野球場                           | エムエス・クラフト・ベースボール・ターフ                     | 2021年             |
| 川崎重工ホッケースタジアム               | ハイブリッドターフ                                           | 2005年             |
| バンテリンドーム ナゴヤ                  | エムエス・クラフト・ベースボール・ターフ                     | 2022年             |
| 京都市宝が池公園運動施設球技場           | ロングターフ（大成ロテック）                                 | 2005年             |
| グリーンランドみずほホッケー場           |                                                              | 2015年             |
| MKタクシーフィールドエキスポ             | ハイブリッドターフ                                           | 2019年             |
| 鶴見緑地球技場                           | ハイブリッドターフ                                           | 2010年             |
| 京セラドーム大阪                         | エムエス・クラフト・ベースボール・ターフ                     | 2018年             |
| 南港中央野球場                           | フィールドターフ                                             | 2020年             |
| 神戸市王子スタジアム                     | ハイブリッドターフ                                           | 2003年             |
| 広島広域公園第二球技場                   | ドリームターフ                                               | 2019年             |
| 福岡PayPayドーム                         | フィールドターフHD                                           | 2017年             |
| タマホーム スタジアム筑後                | エムエス・クラフト・ベースボール・ターフ                     | 2016年             |
| 県営筑豊緑地野球場                       |                                                              |                    |
| 長崎ビッグNスタジアム                    | フィールドターフ                                             | 2005年             |
| ショートパイル人工芝                     |                                                              |                    |
| 札幌ドーム                               | グランドターフ（大塚ターフテック）                           | 2019年             |
| 大井ホッケー競技場                       |                                                              | 2019年             |
| 貝塚市立ドローン・クリケットフィールド   |                                                              |                    |
| 親里ホッケー場                           |                                                              |                    |
| 砂入り人工芝                             |                                                              |                    |
| シェルコム仙台                           |                                                              | 2001年             |
| 宇都宮清原球場                           |                                                              |                    |
| 大田スタジアム                           |                                                              | 1995年             |
| こまつドーム                             |                                                              | 1997年             |
| 天城ドーム                               |                                                              | 1997年             |
| パークドーム熊本                         | オムニコート（住友ゴム工業）                                 | 2011年             |

## 問題点
漂流・漂着ごみとして川から海に流入するプラスチックごみが世界的に問題となっている。
ピリカが2018年に関東・関西などの河川・港湾38か所で行った調査によると、分類できたプラスチックごみのうち、分類別では最多の23%が人工芝の破片であった。
デンマークでは、消費期限を過ぎた人工芝を回収し、再生人工芝への製造を行っている企業もあり、2018年2月には国際サッカー連盟（FIFA）がサッカー場にこの再生人工芝を導入したとの発表を行っている。

## 人工芝運動
英語で人工芝を「アストロターフ」（Astro Turf）と呼ぶこともあるが、転じて、偽の市民運動（草の根運動）に対してもこの単語で呼ばれる（正確にはingがついて「アストロターフィング」）。この場合の「偽の市民運動」とは、政党や政治団体などが、既存政党とは無関係な市民運動を装った組織を作り、その政党などの政策を支持する「草の根の運動」をさせ、あたかも一般市民の間に政策への支持が自然に広まっているかのようなイメージを作るための自作自演の活動を指す。なお、バックに何も付いていない本物の草の根運動を「グラスルーツ」（Grassroots）と呼ぶ。